# Хартиен наутилус
Argonauta argo е вид морско главоного мекотело от разред октоподи. Това е най-едрият представител на рода, който е разпространен повсеместно и обитава повърхностните части на соленоводните морски басейни.

## Разпространение и местообитания
Argonauta argo е космополитен вид, който обитава умерените и тропическите води на Индийски, Тихи и Атлантически океан. Видът се среща в повърхностните пеларгични слоеве на океаните.

## Морфологични особености
Наблюдава се полов диморфизъм, при който женските са почти два пъти по-едри от мъжките. Притежават варовикова черупка, в която е поместено тялото. При женските е с максимален диаметър от около 30 cm. Черупката е слабо спирално извита, странично сплескана с напречни ивици и предимно бяла на цвят с кафеникав оттенък в областта на кила. Женските представители притежават своеобразно гнездо в черупката си, където задържат оплодените яйца.

## Хранене
Представителите са предимно дневни видове, които се хранят с планктон от повърхностните слоеве на водоемите.

## Размножаване
Осеменяването се извършва посредством прехвърляне на сперматозоидите с хектокотил.